# بيت الدالى (إب)

تعديل مصدري - تعديل

بيت الدالى محلة تابعة لقرية الجعاشي، التابعة لعزلة المقاطن بمديرية إب إحدى مديريات محافظة إب في الجمهورية اليمنية.، بلغ تعداد سكانها 353 حسب تعداد اليمن لعام 2004.